# Bantoum
Bantoum (ou Batoum, Matoum, Ntume) est un village du Cameroun, appartenant à la commune de Bangangté, dans le département du Ndé et la Région de l'Ouest
Sa majesté Mfə̀nmə̀cʉnkə' SABET Jocelyn Marius est le chef actuel.qui succède à Mfə̀nmə̀cʉ̀nkə' Heumou ngongang décédé en 2001.
Il est souvent organisé à BANTOUM le festival KƏ̀Nà ( la danse mythique ) du village qui regroupe tous les fils et filles BANTOUM de tchoudim jusqu'à maham en passant par projet route du noun 2, sanki sans oublier bitchoua.
La qualité de ses terres fertiles, le genre de produit venant des champs,lui ont value l'appellation " grenier du Ndé "

## Population
Selon le recensement de 2005, si on additionne les populations de Bantoum I, II et III, la population de Bantoum est de 4 554 habitants.